# Raptors 905
I Raptors 905 sono una squadra di pallacanestro di Mississauga, in Canada, che milita nella NBA G League, il campionato professionistico di sviluppo della National Basketball Association.

## Storia della franchigia
La franchigia venne creata a Mississauga nel giugno del 2015. 905 è il prefisso telefonico dell'area di Toronto.

## Squadre NBA affiliate
I Raptors 905 sono affiliati alla squadra NBA dei Toronto Raptors.

## Squadra attuale
| \| Pos. \| Num. \| Naz. \| Nome \| Altezza \| Peso \| Data nascita \| Provenienza \| \| ----- \| ---- \| ---------------------- \| --------------------------- \| ------- \| ------ \| ------------ \| ------------------ \| \| G/AP \| 23 \| Stati Uniti (bandiera) \| Brown, Sterling \| 196 cm \| 100 kg \| 10-02-1995 \| Southern Methodist \| \| G \| - \| Stati Uniti (bandiera) \| Freeman-Liberty, Javon (TW) \| 193 cm \| 82 kg \| 20-10-1992 \| DePaul \| \| AP/AG \| - \| Stati Uniti (bandiera) \| Gueye, Mouhamadou \| 206 cm \| 95 kg \| 08-07-1998 \| Pittsburgh \| \| AG \| 8 \| Stati Uniti (bandiera) \| Harper, Ron (TW) \| 198 cm \| 111 kg \| 12-04-2000 \| Rutgers \| \| P \| 22 \| Stati Uniti (bandiera) \| Hollins, Tra-Deon \| 188 cm \| 88 kg \| 22-08-1995 \| Nebraska–Omaha \| \| G \| 13 \| Stati Uniti (bandiera) \| Johnson, David \| 193 cm \| 93 kg \| 26-02-2001 \| Louisville \| \| G \| 32 \| Stati Uniti (bandiera) \| Morsell, Darryl \| 196 cm \| 91 kg \| 18-02-1999 \| Marquette \| \| P \| - \| Stati Uniti (bandiera) \| Nowell, Markquis (TW) \| 173 cm \| 73 kg \| 25-12-1999 \| Kansas State \| \| G \| 10 \| Stati Uniti (bandiera) \| Williams, Keith \| 196 cm \| 98 kg \| 25-07-1998 \| Cincinnati \| | Allenatore - Eric Khoury Assistente/i - John Bennett - Alex Beene - Travon Bryant - Ashton Smith - Noah Lewis Legenda - (C) Capitano - (FA) Free agent - (S) Sospeso - (C) Capitano - (FA) Free agent - (S) Sospeso - Infortunato Roster · Ultima transazione: 28 luglio 2023 |                        |                             |         |        |              |                    |
| Pos. | Num. | Naz.                   | Nome                        | Altezza | Peso   | Data nascita | Provenienza        |
| G/AP | 23 | Stati Uniti (bandiera) | Brown, Sterling             | 196 cm  | 100 kg | 10-02-1995   | Southern Methodist |
| G | - | Stati Uniti (bandiera) | Freeman-Liberty, Javon (TW) | 193 cm  | 82 kg  | 20-10-1992   | DePaul             |
| AP/AG | - | Stati Uniti (bandiera) | Gueye, Mouhamadou           | 206 cm  | 95 kg  | 08-07-1998   | Pittsburgh         |
| AG | 8 | Stati Uniti (bandiera) | Harper, Ron (TW)            | 198 cm  | 111 kg | 12-04-2000   | Rutgers            |
| P | 22 | Stati Uniti (bandiera) | Hollins, Tra-Deon           | 188 cm  | 88 kg  | 22-08-1995   | Nebraska–Omaha     |
| G | 13 | Stati Uniti (bandiera) | Johnson, David              | 193 cm  | 93 kg  | 26-02-2001   | Louisville         |
| G | 32 | Stati Uniti (bandiera) | Morsell, Darryl             | 196 cm  | 91 kg  | 18-02-1999   | Marquette          |
| P | - | Stati Uniti (bandiera) | Nowell, Markquis (TW)       | 173 cm  | 73 kg  | 25-12-1999   | Kansas State       |
| G | 10 | Stati Uniti (bandiera) | Williams, Keith             | 196 cm  | 98 kg  | 25-07-1998   | Cincinnati         |

## Record stagione per stagione
| Raptors 905    |                |                |     |     |      | |
| 2015-2016      | Atlantic       | 5°             | 15  | 23  | 39,5 | |
| 2016-2017      | Central        | 1°             | 39  | 11  | 78,0 | vincono 1º turno (Canton) 2-0 vincono semifinali (Maine) 2–0 vincono D-League Finals (Rio Grande) 2-1                                                                       |
| 2017-2018      | Atlantic       | 2°             | 31  | 19  | 62,0 | vincono 1º turno (Grand Rapids) 92-88 vincono semifinali di Conference (Westchester) 92-80 vincono finali di Conference (Erie) 118-106 perdono D-League Finals (Austin) 0-2 |
| 2018-2019      | Atlantic       | 3°             | 29  | 21  | 58,0 | vincono 1º turno (Grand Rapids) 91-90 perdono semifinali di Conference (Long Island) 99-112                                                                                 |
| 2019-2020      | Atlantic       | 3°             | 22  | 21  | 51,2 | |
| 2020-2021      | -              | 1°             | 12  | 3   | 80,0 | vincono quarti di finale (Ignite) 127-102 perdono semifinale (Delaware) 100-127                                                                                             |
| 2021-2022      | -              | 1°             | 24  | 8   | 75,0 | vincono quarti di finale (Go-Go) 131-126 perdono finali conference (Delaware) 139-143                                                                                       |
| 2022-2023      | -              | 10°            | 16  | 16  | 50,0 | |
| Regular season | Regular season | Regular season | 196 | 126 | 60,9 | |
| Play-off       | Play-off       | Play-off       | 11  | 6   | 64,7 | |

## Palmarès
| Palmarès Raptors 905 |        |            |
|                      | Titoli | Anni       |
| Titoli NBA G League  | 1      | 2017       |
| Titoli di Conference | 2      | 2017, 2018 |
| Titoli di Division   | 1      | 2017       |

## Cestisti

### Hanno giocato  nell'NBA
- Wade Baldwin
- Anthony Bennett
- Chris Boucher
- Oshae Brissett
- Bruno Caboclo
- Justin Champagnie
- Henry Ellenson
- Malachi Flynn
- Jalen Harris
- Alize Johnson
- Stanley Johnson
- Alfonzo McKinnie
- Lucas Nogueira
- Jakob Pöltl
- Norman Powell
- Pascal Siakam
- Jared Sullinger
- Matt Thomas
- Fred VanVleet
- Paul Watson
- Delon Wright

## Allenatori
| Legenda | Legenda                                                            |
| ------- | ------------------------------------------------------------------ |
| PA      | Partite allenate                                                   |
| V       | Vittorie                                                           |
| S       | Sconfitte                                                          |
| V%      | Percentuale di vittorie                                            |
|         | Ha trascorso l'intera sua carriera da allenatore con i Raptors 905 |
|         | Eletto nella Basketball Hall of Fame                               |

Note: Statistiche aggiornate a fine stagione 2022-2023.
| Raptors 905 |                  |           |     |    |    |      |    |   |   |      |                                                              |  |
| 1           | Jesse Mermuys    | 2015–2016 | 50  | 23 | 27 | 46,0 | —  | — | — | —    |                                                              |  |
| 2           | Jerry Stackhouse | 2016–2018 | 100 | 70 | 30 | 70,0 | 12 | 9 | 3 | 75,0 | 2017 Allenatore dell'anno NBA D League Campione NBA D League |  |
| 3           | Jama Mahlalela   | 2018–2020 | 93  | 51 | 42 | 54,8 | 2  | 1 | 1 | 50,0 |                                                              |  |
| 4           | Patrick Mutombo  | 2020–2022 | 47  | 36 | 11 | 76,6 | 4  | 2 | 2 | 50,0 |                                                              |  |
| 5           | Eric Khoury      | 2022–     | 32  | 16 | 16 | 50,0 | —  | — | — | —    |                                                              |  |